# Entoloma caeruleopolitum
Entoloma caeruleopolitum är en svampart som beskrevs av Noordel. & Brandt-Ped. 1984. Entoloma caeruleopolitum ingår i släktet Entoloma och familjen Entolomataceae.   Inga underarter finns listade i Catalogue of Life.